# La Clé de l'hexagramme
La Clé de l’hexagramme est le 39e album de la série de bande dessinée Le Scrameustache de Gos. L'ouvrage est publié en 2009.

## Synopsis
Un crop circle est découvert près d'une chapelle surmonté d'un hexagramme. Ce dernier livre un étrange message.

## Personnages principaux
- Le Scrameustache
- Khéna
- Oncle Georges
- Babette
- Un Galaxien
- Les Petits Gris